# 来福寺 (品川区)
来福寺（らいふくじ）は、東京都品川区にある真言宗智山派の寺院。ウェブサイトは、https://raifukujitemple.wixsite.com/raifukuji-shinagawa

## 概要
990年（正暦元年）、智弁阿闍梨によって開山された。
本尊は、地蔵菩薩で「経読地蔵」と呼ばれている。1501年（文亀元年）に梅巌という僧が、むかし源頼朝が戦没者供養のために造営したという経塚の前を通りかかった際に、読経の声を聞き土を掘ってみたところ、地蔵が出土したことからきている。
境内には、饅頭の製造技法を中国より伝えた林浄因の碑がある。1925年（大正14年）、東京の志ほせ饅頭を製造する塩瀬総本家（林浄因の末裔の店）によって建立された。他にも、俳人の雪中庵蓼太の句碑がある。

## 墓所
- 林家（塩瀬総本家当主）

## 交通アクセス
- 鮫洲駅または立会川駅より徒歩10分。